# Bairin Derecha
Bairin, oficialmente Bandera Bairin del ala Derecha (en mongol, Байран Баруун хошуу; romanización, Baɣarin Baraɣun qosiɣu) también conocida en chino como Balin léase Ba-Lín (en chino, 巴林右旗; pinyin, Bālín yòuqí) es una bandera
bajo la administración directa de la ciudad-prefectura de Ulanhad en la provincia de Mongolia Interior, República Popular China. La región yace en la Llanura del Norte de China con una altitud promedio de 700 m en el noroeste a 400 m en el sureste. Su área total es de  9980 km², de los cuales cerca de 40 km² pertenecen a la zona urbana y su población proyectada para 2010 fue más de 150 mil habitantes.

## Administración
La Bandera de Bairin se divide en 9 pueblos que se administran en 5 poblados y 4 sumos.

## Toponimia
El nombre de la región lo toma directamente de los Baarin, un subgrupo de mongoles del sur. Los Daur y algunos Baarin son descendientes directos de los Kitáns .

## Historia
En la dinastía Qing, en el octavo año de Tiancong (1634) se estableció una tierra de pastoreo para los Ministerios mongoles,  en ese entonces se comenzó con la zona de Bairin y el condado de Linxi. 
En el primer año de Chongde (1636), el Ministerio Bairin se organizó en dos banderas y se nombraron según su posición; Bairin Derecha y Bairin Izquierda. 
Bairin contó con 17 registros de ganado  y 5100 soldados. En los cinco años de Shunzhi (1648) el Ministerio Bairin se compiló en la Bandera de Bairin. 